# Paullinia capitata
Paullinia capitata är en kinesträdsväxtart som beskrevs av George Bentham och Triana & Planch.. Paullinia capitata ingår i släktet Paullinia och familjen kinesträdsväxter. Inga underarter finns listade i Catalogue of Life.